# Самлін
Самлін (англ. Samlin, араб. سملين) — поселення в Сирії, що об'єднує друзьку общину в нохії Ес-Санамейн, яка входить до складу мінтаки Ес-Санамейн у південній сирійській мухафазі Дара.